# I Got U
I Got U is een nummer van de Britse dj's Duke Dumont en Jax Jones uit 2014. Het is de eerste single van Dumonts EP EP1.
Het vrolijke, zomerse nummer bevat samples uit "My Love Is Your Love" van Whitney Houston. "I Got You" werd een hit in Europa, Oceanië en Israël. Op de Britse eilanden behaalde het nummer de eerste positie. In Nederland haalde het de 5e positie in de Tipparade, en in de Vlaamse Ultratop 50 haalde het de 14e positie.